# MSG (1991)
MSG è il  terzo ed ultimo album della band The McAuley Schenker Group pubblicato nel 1991 per la Impact Records.
Si tratta del secondo album dei Michael Schenker Group dal titolo omonimo, tuttavia l'acronimo di questo album sta per McAuley Schenker Group, dalla collaborazione con il cantante Robin McAuley, al contrario del disco omonimo precedente che indicava semplicemente Michael Schenker Group.
Questo disco rappresenta quindi il terzo album della trilogia dei McAuley Schenker Group, preceduto da Perfect Timing (1987) e Save Yourself (1989).

## Tracce
1. Eve
2. Paradise
3. When I'm Gone
4. This Broken Heart
5. We Believe in Love
6. Crazy
7. Invincible
8. What Happens to Me
9. Lonely Nights
10. This Night Is Gonna Last Forever
11. Never Ending Nightmare

## Formazione
- Robin McAuley - voce
- Michael Schenker - chitarra
- Jeff Pilson - basso
- James Kottak - batteria